# Одесская военно-морская база
Одесская военно-морская база (сокращённо Одесская ВМБ) — разнородное объединение Черноморского флота  ВМФ СССР.

## История

### Одесская военно-морская база 1-го формирования
Сформирована база была 14 февраля 1940 года с границами операционной зоны от озера Устричного (Херсонская область) до устья Дуная (исключая Вилково), в свой состав включала всю береговую артиллерию Северо-Западного укреплённого района и Очаковский укреплённый сектор. В это время проходило общее массирование сил южного стратегического фланга СССР для поддержки планировавшегося Присоединения Бессарабии и Северной Буковины к СССР, причём рассматривался как дипломатический, так и военный вариант развития событий. На Одесскую ВМБ базировались лёгкий крейсер «Коминтерн» и канонерские лодки «Красный Аджаристан», «Красная Армения» и «Красная Грузия», корабли охраны водного района: минный заградитель «Лукомский», 2 тральщика, 4 сторожевых катера и 17 малых охотников типа МО-4. Командиру базы также была оперативно подчинена 2-я бригада торпедных катеров в составе 28 вымпелов, базировавшаяся на Очаков. К началу Великой Отечественной войны в состав обороны базы входили надводные корабли, береговая артиллерия (44 орудия калибра от 45 до 203 мм), оборонительные минные заграждения и средства заграждения входа в порт. 
После начала Великой Отечественной войны на подходах к Одессе было поставлено оборонительное минное заграждение (1672 морские мины и 479 минных защитников), которое в сочетании с береговой артиллерией представляло мощную минно-артиллерийскую позицию. ПВО базы обеспечивала истребительная авиация и зенитная артиллерия. Недостаточно обеспеченной являлась оборона базы с суши. Силы Одесской военно-морской базы сыграли свою роль как сдерживающий фактор в срыве наступления германских войск, недопущении вторжения со стороны моря, всестороннем обеспечении как сил флота, так и отдельных флотских и сухопутных частей, а также в эвакуации соединений и частей Одесского оборонительного района 16 октября 1941 года. После проведения эвакуации база 20 ноября 1941 года была расформирована.

### Одесская военно-морская база 2-го формирования
Новое формирование Одесской военно-морской базы было осуществлено 29 ноября 1943 года. В период с 28 октября 1945 по 4 февраля 1946 года действовал Северо-Западный оборонительный район, а с 4 февраля 1946 года по 12 июля 1947 года — Северо-западный морской район. Позднее Одесская военно-морская база вновь начала своё функционирование с операционной зоной в северо-западной части Чёрного моря от устья Дуная до мыса Тарханкут.
Перед базой стояла сложная задача обеспечения траления крупных и плохо задокументированных минных постановок обоих сторон времён войны. При тралении фарватеров у Одесского порта только в 1946 году было уничтожено 177 мин. В результате траления в кампанию 1947 года были открыты для плавания южный участок Днепро-Бугского лимана, подходы к порту Одесса. Большую опасность представляли плавающие мины. 
В 1960 году Одесская военно-морская база была расформирована.

## Командование базы
Базой в различное время командовали:
- 1940 — декабрь 1941 — контр-адмирал Жуков Гавриил Васильевич;
- август-октябрь 1941 — контр-адмирал Кулишов Илья Данилович;
- январь 1944 — контр-адмирал Белоусов Сергей Филиппович;
- 1944 — январь 1945 — капитан 1 ранга Деревянко Константин Илларионович;
- январь 1945 — февраль 1946 — вице-адмирал Жуков Гавриил Васильевич;
- июль 1947 — октябрь 1951 — контр-адмирал Новиков Тихон Андреевич;
- октябрь 1951 — декабрь 1952 — капитан 1 ранга Сухиашвили Константин Давидович;
- декабрь 1952 — декабрь 1954 — капитан 1 ранга Балакирев Константин Михайлович;
- декабрь 1954 — апрель 1957 — контр-адмирал Петрищев Николай Андреевич;
- апрель 1957 — 1960 — контр-адмирал Домнин Семён Васильевич;
- 1960 — контр-адмирал Измайлов Фёдор Дмитриевич.

### Начальник штаба
- Деревянко Константин Илларионович[4]

Начальник медицинской службы
- Военврач 1-го ранга Зеликов, Михаил Захарович[5]